# وليام بيترسون
وليام بيترسون (بالإنجليزية: William E. Peterson)‏ (و. 1936 – م) هو سياسي من الولايات المتحدة الأمريكية .